# Jaskółcze Gniazdo
Jaskółcze Gniazdo (ukr. Ластівчине гніздо, ros. Ласточкино гнездо) – pomnik architektury na Krymie, położony na skale Aj-Todor w miejscowości Haspra koło Jałty. Neogotycki zamek według projektu rosyjskiego architekta, Leonida Sherwooda, został wybudowany w 1911 lub 1912 r., na szczycie wysokiego na 40 m klifu Aurora. Jaskółcze Gniazdo należy do najchętniej odwiedzanych atrakcji turystycznych Krymu. W 1985 r. zamek pojawił się w filmie Podróże pana Kleksa.

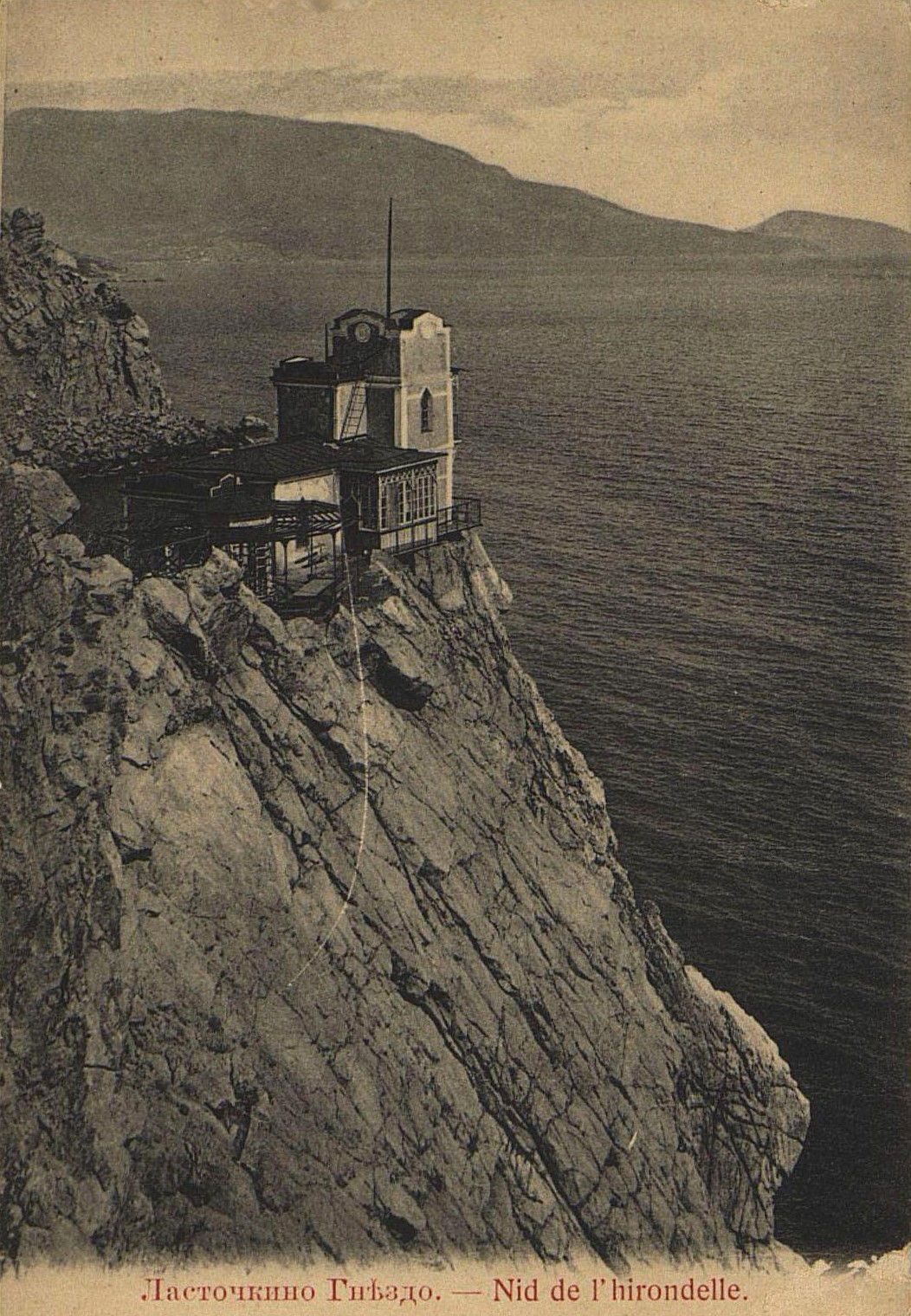
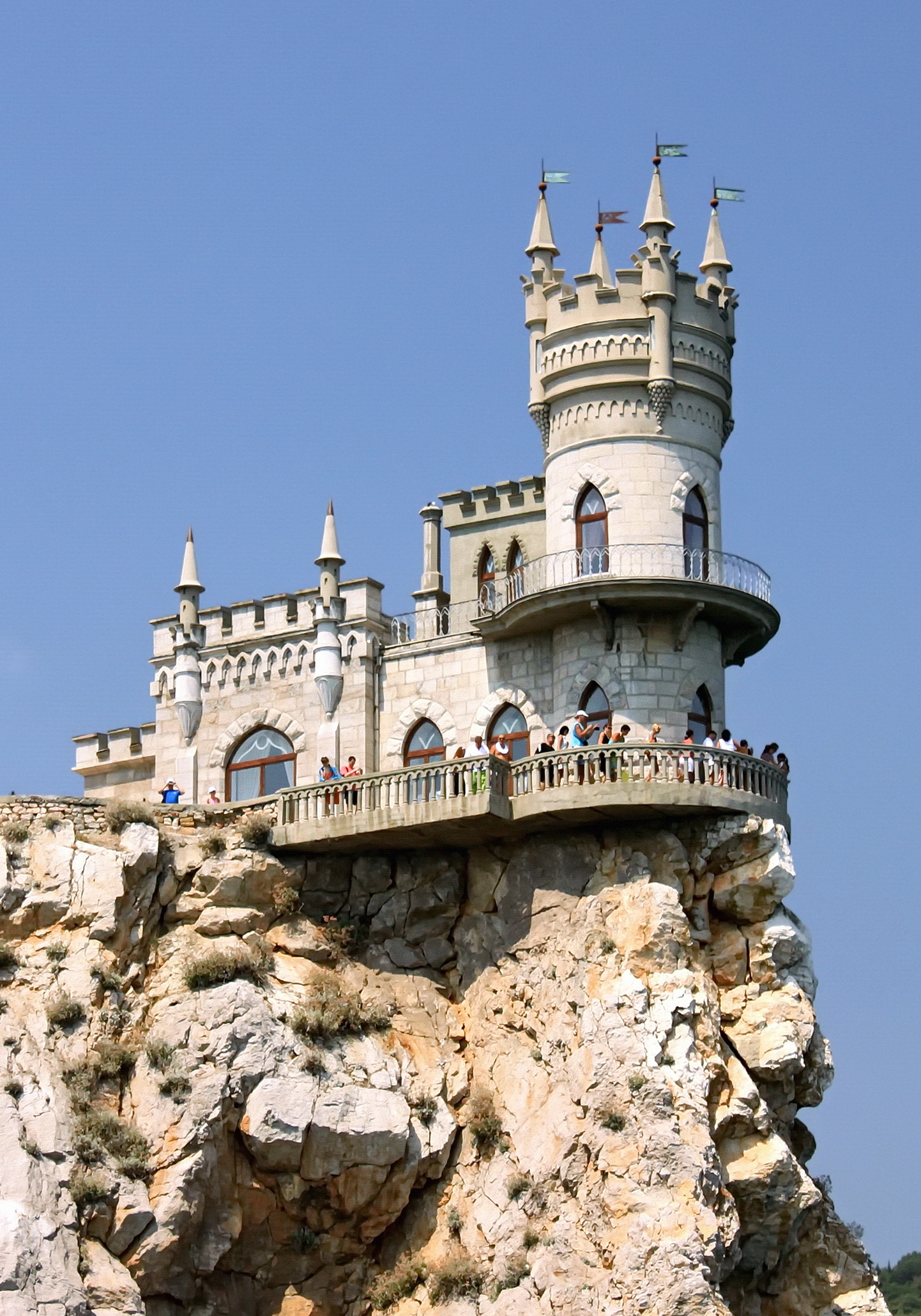
Jaskółcze Gniazdo widziane ze statku
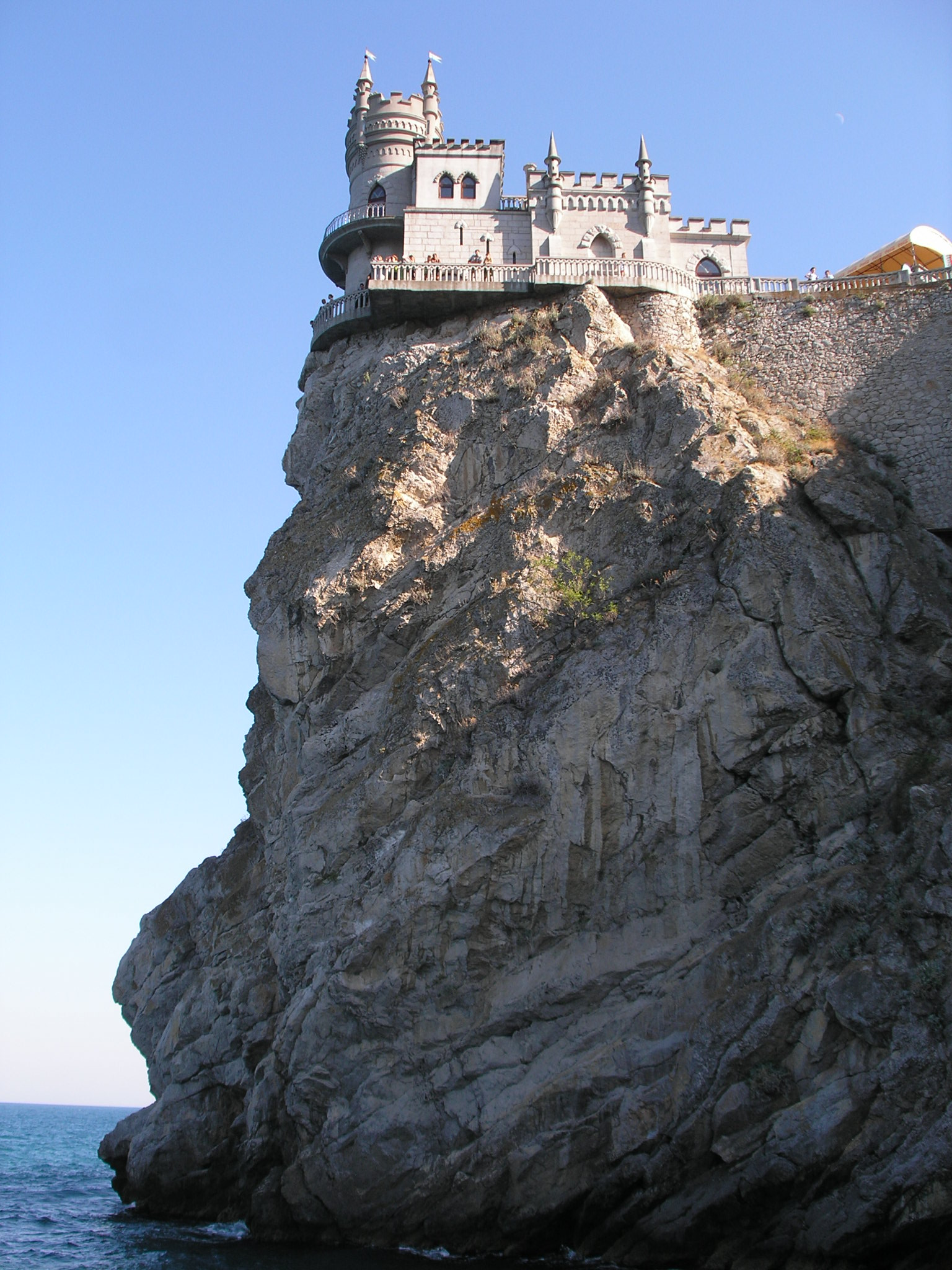
Widok na przylądek Aj-Todor
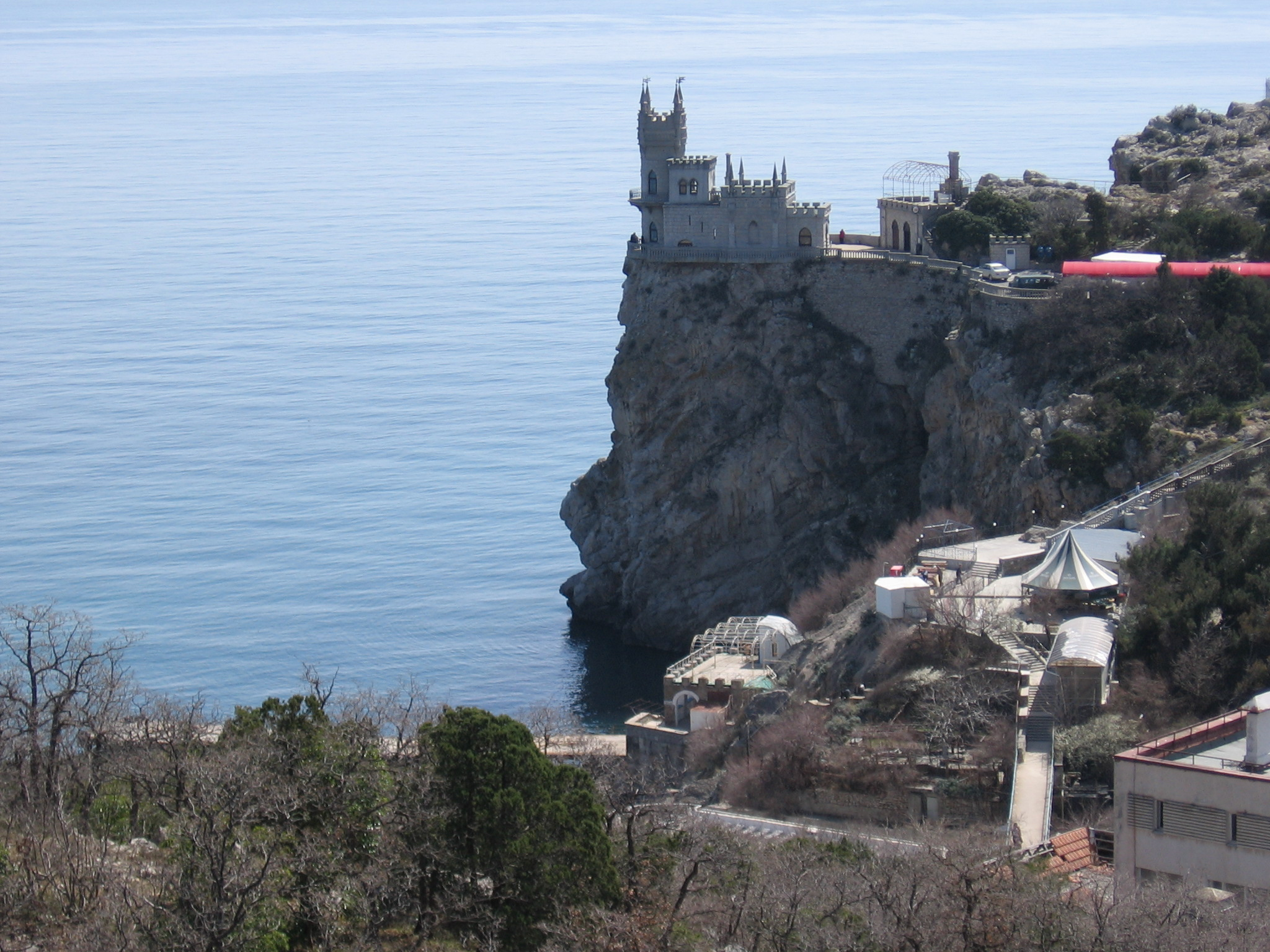